# 24609 Evgenij
24609 Evgenij è un asteroide della fascia principale. Scoperto nel 1978, presenta un'orbita caratterizzata da un semiasse maggiore pari a 2,3176724 UA e da un'eccentricità di 0,2496970, inclinata di 5,00042° rispetto all'eclittica.
L'asteroide era stato inizialmente battezzato 24609 Evgenaleks per poi essere corretto nella denominazione attuale.
L'asteroide è dedicato allo scienziato russo Evgenij Borisovič Aleksandrov dell'Istituto Ioffe.